# Sprachen in Bolivien
In Bolivien werden vor allem Spanisch, Quechua und Aymara gesprochen. Daneben gibt es noch eine Reihe weniger weit verbreiteter indigener Sprachen. Laut Volkszählung von 2001 waren etwa 41 % der Bolivianer mehrsprachig, 47 % sprachen nur Spanisch und 11 % nur indigene Sprachen.
Die am weitesten verbreitete Sprache war Spanisch mit 82,6 %, gefolgt von Quechua mit 24 % und Aymara mit 18,4 %. Die übrigen Sprachen zusammen wurden von knapp über 1 % der Bolivianer gesprochen.
Im andinen Hochland dominieren neben Spanisch die indigenen Sprachen Quechua und Aymara. Im Tiefland östlich der Anden ist Spanisch mit großem Abstand die vorherrschende Sprache, gefolgt von Guaraní und einer Reihe kleinerer Sprachen.

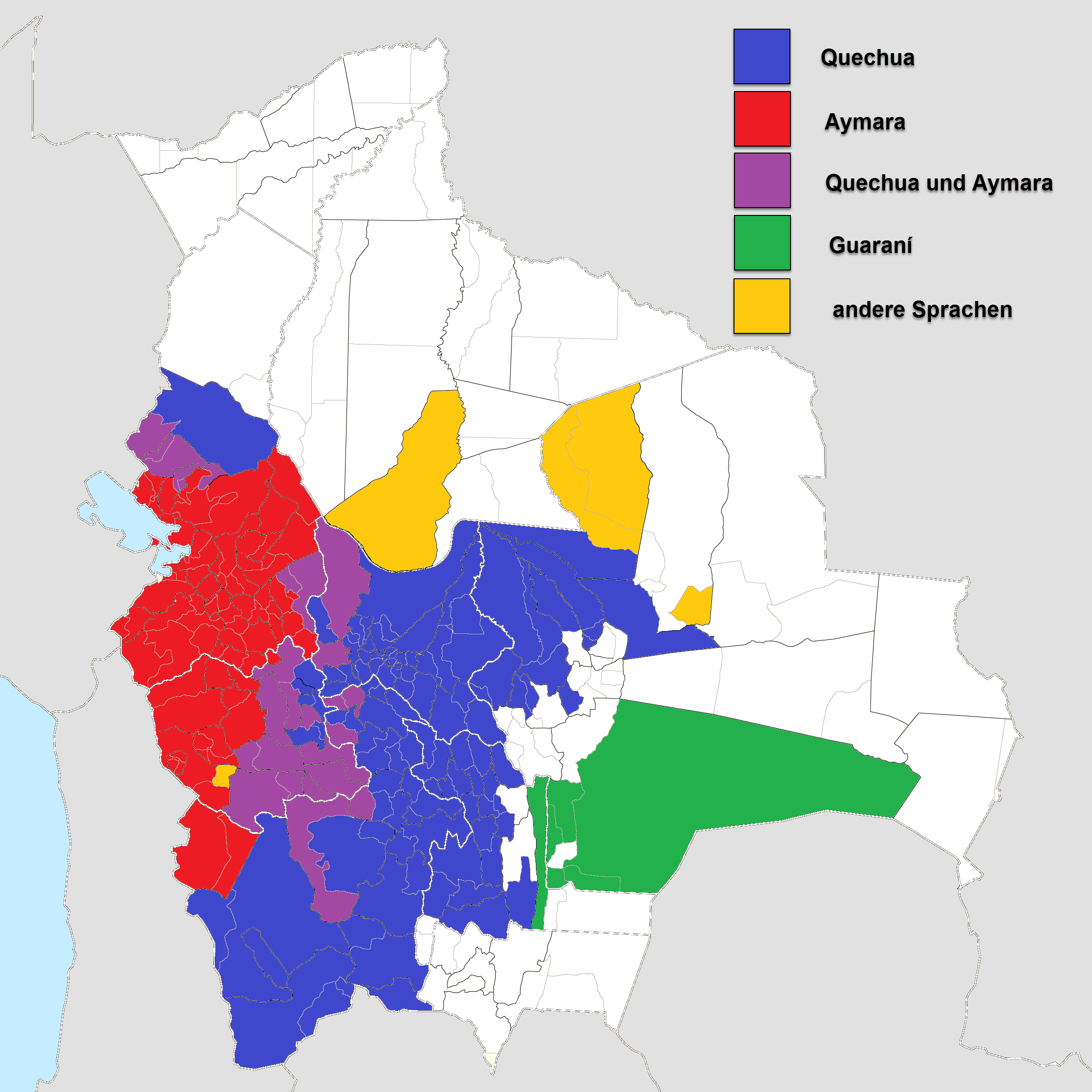
Vorherrschende indigene Sprache(n) je Municipio (Stand: 2001). Dargestellt werden nur Sprachen, die im jeweiligen Municipio von mindestens 20 % der Bevölkerung beherrscht werden.

## Offizielle Sprachen
Im Jahr 1997 wurden 34 indigene Sprachen zu offiziellen Sprachen erklärt. Die Verfassung von 2009 erkennt 37 offizielle Sprachen an. Neben Spanisch sind dies: Aymara, Araona, Baure, Bésiro, Canichana, Cavineño, Cayubaba, Chácobo, Chimán, Ese Eja, Guaraní, Guarasu’we (ausgestorben), Guarayu, Itonama, Leko, Machjuyai-Kallawaya, Machineri, Maropa, Mojeño-Trinitario, Mojeño-Ignaciano, Moré, Mosetén, Movima, Pacawara, Puquina (ausgestorben), Quechua, Sirionó, Tacana, Tapiete, Toromona, Uru-Chipaya, Weenhayek, Yaminawa, Yuki, Yuracaré, Zamuco.

## Entwicklung der Sprachgebiete im Hochland
Zur Zeit der Spanischen Eroberung wurden im bolivianischen Hochland vorwiegend die Sprachen Aymara, Puquina, Uru-Chipaya und Quechua gesprochen. Puquina war im Inkareich eine der großen Verkehrssprachen, wurde aber schon vor der Eroberung allmählich vom Aymara zurückgedrängt. Nachweisbar sind für das 16. Jahrhundert noch größere Sprachgebiete vor allem östlich des Titicacasees sowie rund um Sucre. Uru-Chipaya-Sprachen wurden von Angehörigen des Volks der Urus rund um den Titicacasee, um den Poopó-See sowie verstreut entlang dem die beiden Seen verbindenden Río Desaguadero gesprochen. Zur selben Sprachgruppe gehörten die Uruquilla, die südwestlich des Titicacasees sowie an den Salzseen von Coipasa und Uyuni wohnten. Die Hauptsprache des Inkareichs, Quechua, war damals noch beschränkt auf einige größere Städte, Bergbaugebiete und die Coca-Anbaugebiete in den Yungas. Es handelte sich hier um Bevölkerungsgruppen, die zuerst von den Inka und später von den spanischen Eroberern aus anderen Gebieten umgesiedelt oder verschleppt wurden. In der Kolonialzeit dienten sie vor allem als Sklaven und Zwangsarbeiter im Bergbau, aber auch als Cocabauern und Hausbedienstete.
Im Laufe der folgenden Jahrhunderte wurde das Puquina vor allem vom Aymara, teilweise aber auch vom Quechua verdrängt. Ein letzter Rest ist heute noch als Sprache der Kallawaya erhalten, einer Geheimsprache, die von den Heilern dieses Volks benutzt wird, und die im Wesentlichen auf dem Wortschatz des Puquina und der Grammatik des heute dort vorherrschenden Quechua basiert. Von den Uru-Chipaya-Sprachen überlebt heute nur doch das Chipaya im gleichnamigen Municipio. Es wird dort von nahezu allen der rund 1800 (Stand 2001) Bewohnern gesprochen.
Aymara ist heute die vorherrschende indigene Sprache im größten Teil der Departamentos La Paz und Oruro sowie kleinerer Gebiete in den Departamentos Cochabamba und Potosí.
Quechua ist die indigene Sprache eines kleineren Teils von La Paz und Oruro sowie des größten Teils von Cochabamba, Potosí und Chuquisaca. Durch Kolonisation vor allem seit den 1970er-Jahren ist die Sprache auch in einigen Teilen des östlichen Tieflands, insbesondere von Santa Cruz präsent.
Die Entwicklung im 20. Jahrhundert war vor allem geprägt von einer weiten Verbreitung des Spanischen sowohl als Zweit- als auch als Muttersprache. Bei der Volkszählung von 1976 gaben in der Altersgruppe der über Siebzigjährigen in den Städten des Hochlandes nur zwischen 10 und 17 % an, nur Spanisch zu sprechen. Selbst in der Hauptstadt La Paz sprachen unter Berücksichtigung der Mehrsprachigkeit mehr über Siebzigjährige Aymara als Spanisch. Auf dem Land waren in dieser Altersgruppe Spanischkenntnisse die Ausnahme und spanische Einsprachigkeit praktisch unbekannt.
Der Trend zum Spanischen setzt sich fort. Bei der Volkszählung 2012 war der Anteil derer, die Spanisch als ihre erste Sprache betrachten, mit jüngerem Alter jeweils größer:
| Alter    | 6–11   | 12–17  | 18–28  | 29–39  | 40–59  | ≥ 60   |
| -------- | ------ | ------ | ------ | ------ | ------ | ------ |
| Spanisch | 80,2 % | 77,4 % | 75,1 % | 69,2 % | 60,1 % | 48,2 % |
| Quechua  | 13,1 % | 14,1 % | 14,1 % | 16,6 % | 21,1 % | 27,2 % |
| Aymara   | 4,3 %  | 5,9 %  | 7,6 %  | 11,1 % | 16,2 % | 22,0 % |

| Departamento | 1976 Sprecher | 1976 Sprecher | 2001 Sprecher | 2001 Sprecher | 2012 Sprecher | 2012 Sprecher | 2012 Primäre Sprache (≥ 6 Jahre) | 2012 Primäre Sprache (≥ 6 Jahre) |
| ------------ | ------------- | ------------- | ------------- | ------------- | ------------- | ------------- | -------------------------------- | -------------------------------- |
| Chuquisaca   | 210.094       | 65,0 %        | 298.227       | 56,1 %        | 317.378       | 57,3 %        | 194.464                          | 41,0 %                           |
| La Paz       | 123.440       | 9,3 %         | 0158.401      | 6,7 %         | 0156.928      | 6,0 %         | 61.349                           | 2,8 %                            |
| Cochabamba   | 0531.792      | 81,7 %        | 0872.969      | 60,0 %        | 0956.721      | 56,6 %        | 526.254                          | 37,3 %                           |
| Oruro        | 134.893       | 48,2 %        | 134.350       | 34,2 %        | 145.775       | 30,6 %        | 50.171                           | 12,9 %                           |
| Potosí       | 495.091       | 83,7 %        | 515.095       | 72,6 %        | 560.890       | 71,1 %        | 342.880                          | 50,7 %                           |
| Tarija       | 11.844        | 7,0 %         | 37.420        | 9,6 %         | 43.049        | 9,3 %         | 17.744                           | 4,8 %                            |
| Santa Cruz   | 79.043        | 12,5 %        | 256.647       | 12,6 %        | 306.953       | 12,1 %        | 141.412                          | 7,7 %                            |
| Beni         | 2.226         | 1,5 %         | 8.647         | 2,4 %         | 9.848         | 2,4 %         | 4.345                            | 1,7 %                            |
| Pando        | 411           | 1,6 %         | 1.709         | 3,3 %         | 3.706         | 3,5 %         | 1.300                            | 1,9 %                            |
| TOTAL        |               |               |               |               |               |               | 1.339.919                        | 17,1 %                           |

| Departamento | 1976 Sprecher | 1976 Sprecher | 2001 Sprecher | 2001 Sprecher | 2012 Sprecher | 2012 Sprecher | 2012 Primäre Sprache (≥ 6 Jahre) | 2012 Primäre Sprache (≥ 6 Jahre) |
| ------------ | ------------- | ------------- | ------------- | ------------- | ------------- | ------------- | -------------------------------- | -------------------------------- |
| Chuquisaca   | 2.088         | 0,6 %         | 4.311         | 0,7 %         | 4.042         | 0,7 %         | 1.126                            | 0,2 %                            |
| La Paz       | 0919.648      | 69,3 %        | 1.182.064     | 50,3 %        | 1.225.054     | 46,9 %        | 0686.601                         | 31,2 %                           |
| Cochabamba   | 26.204        | 4,0 %         | 84.977        | 5,8 %         | 91.199        | 5,4 %         | 37.087                           | 2,6 %                            |
| Oruro        | 121.105       | 43,2 %        | 127.117       | 32,4 %        | 135.726       | 28,5 %        | 64.071                           | 16,5 %                           |
| Potosí       | 66.368        | 11,2 %        | 57.767        | 8,1 %         | 57.516        | 7,3 %         | 21.738                           | 3,2 %                            |
| Tarija       | 1.744         | 1,0 %         | 7.234         | 1,8 %         | 6.627         | 1,4 %         | 2.069                            | 0,5 %                            |
| Santa Cruz   | 11.641        | 1,8 %         | 52.727        | 2,6 %         | 51.641        | 2,0 %         | 18.801                           | 1,0 %                            |
| Beni         | 1.648         | 1,1 %         | 7.912         | 2,2 %         | 8.554         | 2,1 %         | 3.435                            | 1,3 %                            |
| Pando        | 153           | 0,6 %         | 1.848         | 3,5 %         | 5.213         | 5,0 %         | 1.702                            | 2,5 %                            |
| TOTAL        |               |               |               |               |               |               | 836.570                          | 10,7 %                           |

| Departamento | 1976 Sprecher | 1976 Sprecher | 2001 Sprecher | 2001 Sprecher | 2012 Sprecher | 2012 Sprecher | 2012 Primäre Sprache (≥ 6 Jahre) | 2012 Primäre Sprache (≥ 6 Jahre) |
| ------------ | ------------- | ------------- | ------------- | ------------- | ------------- | ------------- | -------------------------------- | -------------------------------- |
| Chuquisaca   | 208.692       | 64,6 %        | 376.617       | 70,9 %        | 467.767       | 84,5 %        | 237.885                          | 57,8 %                           |
| La Paz       | 1.025.668     | 77,2 %        | 1.976.170     | 84,1 %        | 2.399.374     | 91,8 %        | 1.450.149                        | 65,9 %                           |
| Cochabamba   | 435.183       | 66,8 %        | 1.104.160     | 75,9 %        | 1.468.454     | 86,9 %        | 845.818                          | 60,0 %                           |
| Oruro        | 232.574       | 83,0 %        | 342.591       | 87,3 %        | 442.956       | 93,1 %        | 272.683                          | 70,2 %                           |
| Potosí       | 343.474       | 58,1 %        | 439.394       | 62,0 %        | 623.404       | 79,1 %        | 311.735                          | 46,1 %                           |
| Tarija       | 168.454       | 99,6 %        | 366.811       | 93,8 %        | 453.524       | 97,5 %        | 341.536                          | 92,8 %                           |
| Santa Cruz   | 617.399       | 97,9 %        | 1.848.301     | 91,1 %        | 2.413.060     | 94,8 %        | 1.628.831                        | 88,9 %                           |
| Beni         | 148.393       | 99,4 %        | 331.768       | 91,5 %        | 383.783       | 95,4 %        | 235.664                          | 91,6 %                           |
| Pando        | 25.791        | 99,2 %        | 46.036        | 87,6 %        | 100.233       | 95,6 %        | 64.385                           | 93,8 %                           |
| TOTAL        |               |               |               |               |               |               | 5.424.685                        | 69,4 %                           |